# Juzet-d’Izaut
Juzet-d’Izaut település Franciaországban, Haute-Garonne megyében. Lakosainak száma 181 fő (2022. január 1.). Juzet-d’Izaut Arbon, Arguenos, Cazaunous, Izaut-de-l’Hôtel és Sengouagnet községekkel határos.

## Népesség
A település népességének változása:
| Lakosok száma | 222  | 229  | 202  | 201  | 204  | 198  | 188  | 188  | 188  | 181  |
|               | 1968 | 1982 | 1990 | 2006 | 2013 | 2015 | 2017 | 2019 | 2020 | 2022 |